# Matagami
Matagami är en stad (kommun av typen ville) och tätort (centre de population) i provinsen Québec i Kanada. Den ligger i regionen Nord-du-Québec, i den sydöstra delen av landet, 500 km norr om huvudstaden Ottawa.

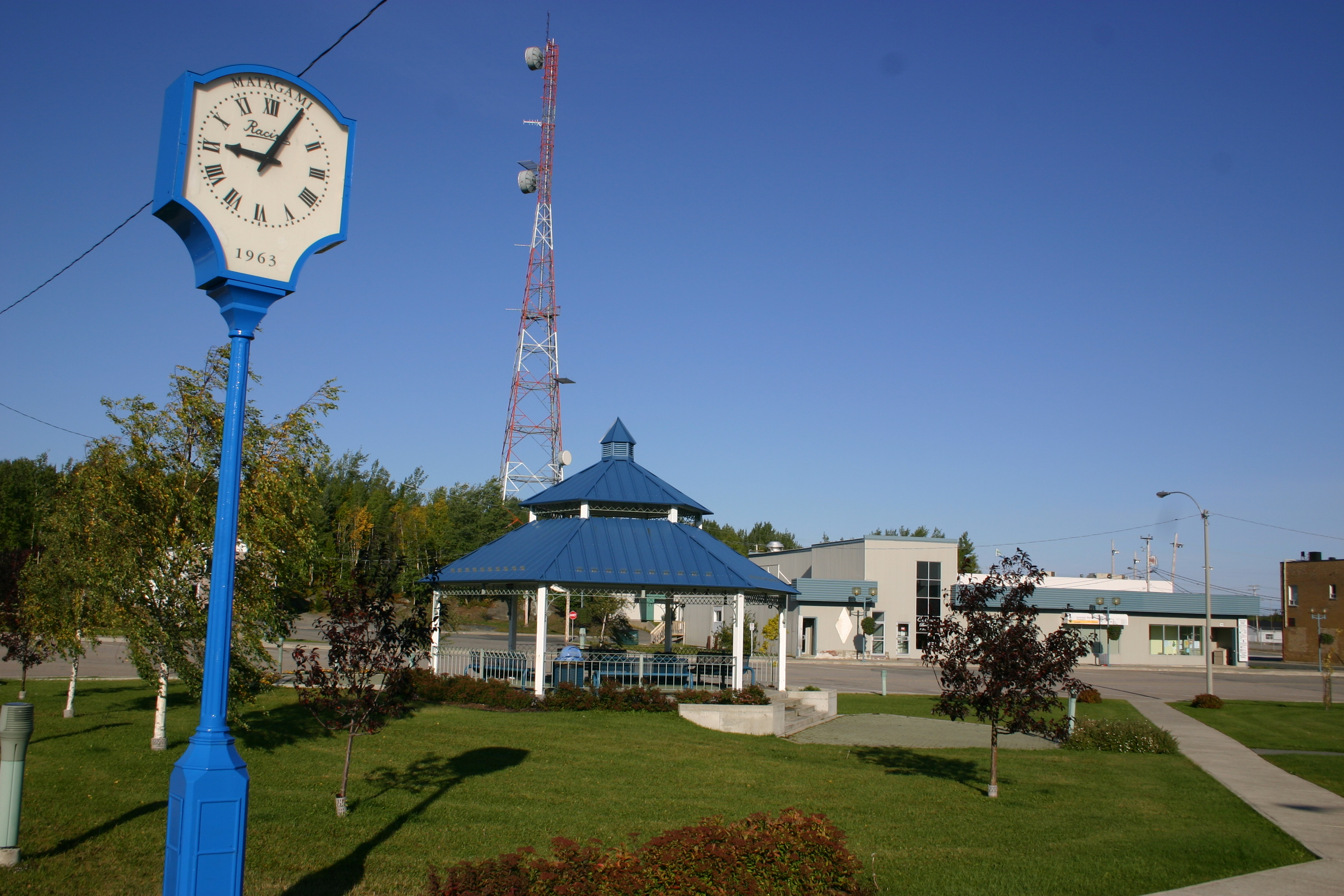
Matagamis centrum.